# Oscar Filho
Oscar Filho, pseudonyme d'Oscar Francisco de Moraes Junior, né à Atibaia le 22 août 1978, est un comédien, acteur et écrivain brésilien.
Considéré comme l'un des précurseurs de la comédie stand-up au Brésil, il fonde en 2005 le Clube da Comédia Stand-Up à São Paulo. Il a créé son monologue stand-up Putz Grill... en 2008, qu’il a joué pendant 11 ans, et l'a sorti sur un album en 2022. Il a participé à de nombreux programmes et documentaires sur le stand-up, tant pour la télévision brésilienne que sur Internet, et en 2014, il a publié son premier livre Autobiografia Não Autorizada avec une préface de Danilo Gentili, qui est devenu le sujet de son deuxième monologue par comédie stand-up intitulée Alto - Biografia Não Autorizada en 2020.
Il fait ses débuts à la télévision en 2008 avec l'émission CQC - Custe o Que Custar, puis réalise une émission spéciale pour la chaîne Comedy Central, participe à l'émission de télé-réalité Desafio Celebridades sur Discovery Channel et aux sitcoms Aí Eu Vi Vantagem et Xilindró sur la chaîne Multishow. Il a ensuite participé au programme Tá no Ar sur TV Globo et est apparu dans la quatrième saison de Dancing Brasil sur RecordTV et dans la série documentaire Era Uma Vez Uma História. En tant qu'hôte, il a présenté Programa da Maisa sur SBT et sur FOX.
En 2022, il termine le tournage du film Escola de Quebrada produit par Paramount+ et KondZilla et de la série Marcelo Marmelo Martelo, également produite par Paramount+. Il a participé au film Rir pra não Chorar de Cibele Amaral et a lancé une gamme de vins appelée Putos, qui comprend des rouges, des blancs et des rosés.